# Bundesgartenschau 1975

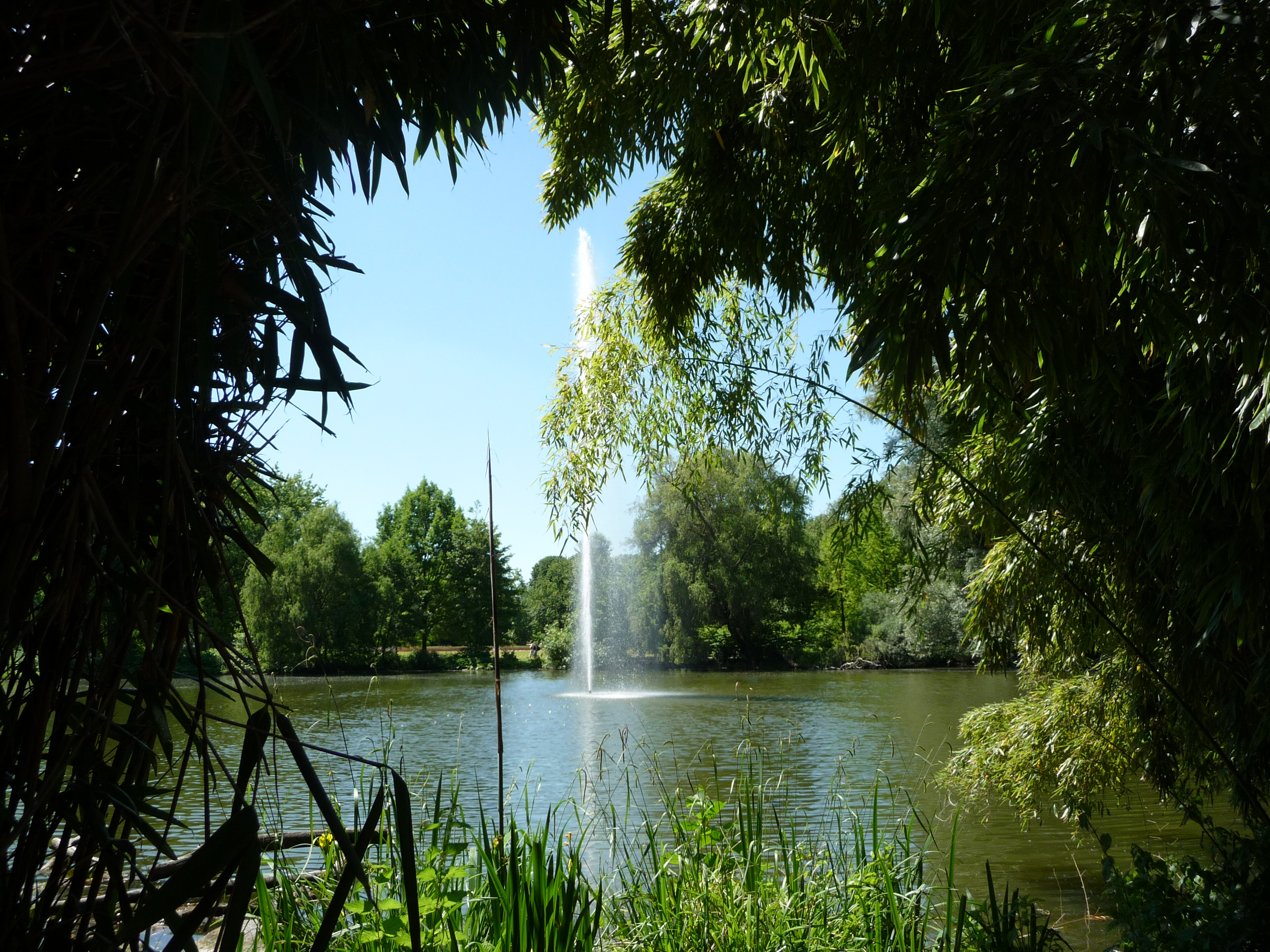
Parksee mit Fontäne im Herzogenriedpark (2010)

Die Bundesgartenschau 1975 fand vom 18. April bis 19. Oktober in Mannheim statt. Mit 8,1 Millionen Besuchern war sie die bis dahin am stärksten besuchte Bundesgartenschau.

## Vorgeschichte
1907, Mannheim feierte den 300. Jahrestag der Verleihung der Stadtrechte, wurde eine Internationale Kunst- und Große Gartenbau-Ausstellung durchgeführt. Vor dem Hintergrund des 350-jährigen Stadtjubiläums regte Mannheims Oberbürgermeister Hermann Heimerich zu Beginn des Jahres 1952 eine Bewerbung um die Bundesgartenschau 1957 an. Es wurde ein städtischer Ausschuss gebildet und Kontakt mit dem Landschaftsarchitekten Hermann Mattern aufgenommen. Doch war das für die Ausstellung vorgesehene Gelände noch von der amerikanischen Besatzungsmacht beschlagnahmt. Da es nicht rechtzeitig freigegeben wurde, musste das Projekt 1954 aufgegeben werden. Das grundsätzliche Interesse an der Veranstaltung war jedoch geweckt.
Aus finanziellen Gründen bewarb sich Mannheim 1961 nicht um die Bundesgartenschau 1967. Im Folgejahr beauftragte der Stadtrat die Stadtverwaltung, Verhandlungen mit dem Zentralverband des Deutschen Gemüse-, Obst- und Gartenbaus für die Bundesgartenschau 1977 aufzunehmen. Die Pläne zerschlugen sich im Sommer 1968, weil Stuttgart seine Option wahrnahm. Im Dezember desselben Jahres verzichtete aber Karlsruhe darauf, die Bundesgartenschau 1975 auszurichten, so dass der Zentralverband die Stadt Mannheim bat, einzuspringen.

## Vorbereitung
Das 68 Hektar große Gartenschaugelände lag auf zwei getrennten Flächen: Dem Luisenpark südlich des Neckars und dem Herzogenriedpark nördlich des Flusses.
Ab Mai 1970 fanden Architektenwettbewerbe zur Gestaltung der Bundesgartenschau 1975 statt. Den Wettbewerb für den Luisenpark gewannen das Landschaftsarchitekturbüro Bödecker, Boyer, Wagenfeld und Partner aus Düsseldorf (heute: studio grüngrau Landschaftsarchitektur GmbH) und für den Herzogenriedpark gab es zwei erste Preisträger: Mathes / Motz / Olschewski und Eckeberecht.

## Bundesgartenschau

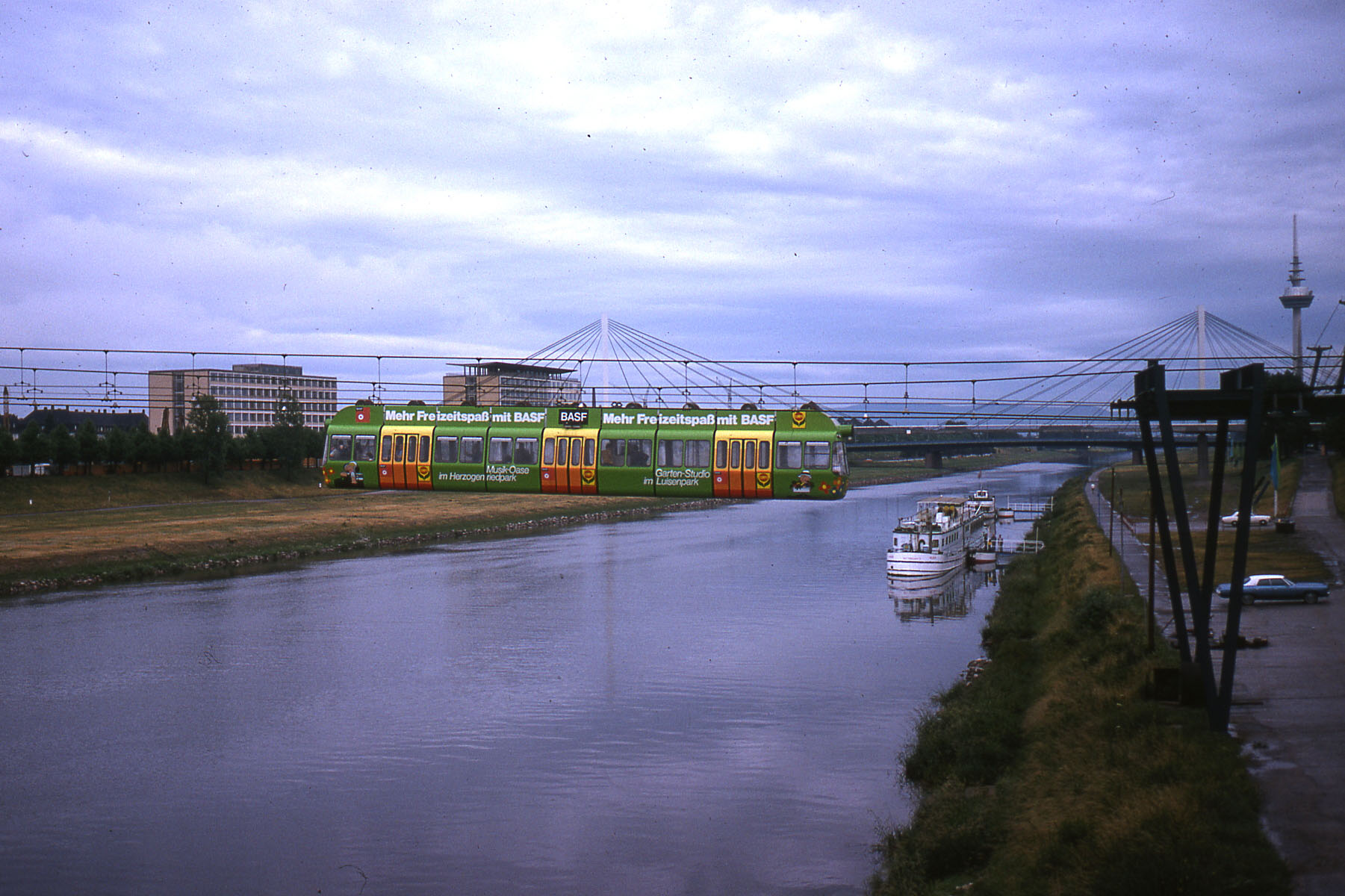
Der Aerobus überquert den Neckar, hinten der Fernmeldeturm (1975)

Zur Verbindung von Luisenpark und Herzogenriedpark war zunächst vorgesehen, die Straßenbahn auszubauen. Schließlich wurde aber als innovatives Verkehrsmittel der Aerobus eingesetzt, für den eigens zur Bundesgartenschau eine Strecke zwischen den beiden Arealen errichtet wurde. Beide Parkanlagen wurden zu dem Ereignis großzügig erweitert und von Landschaftsarchitekten vollkommen neu gestaltet.

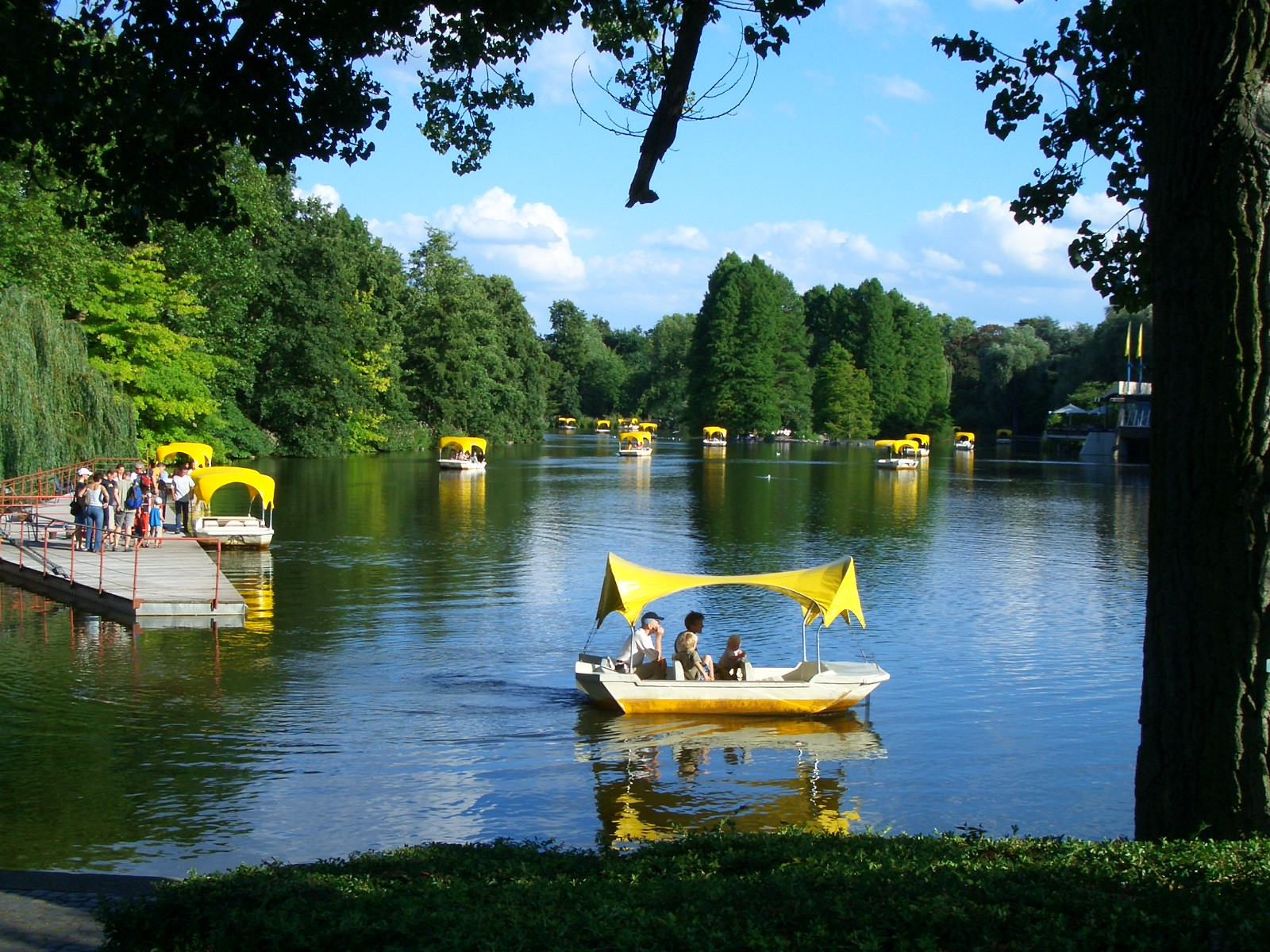
Kutzerweiher mit Gondolettas im Luisenpark (2005)

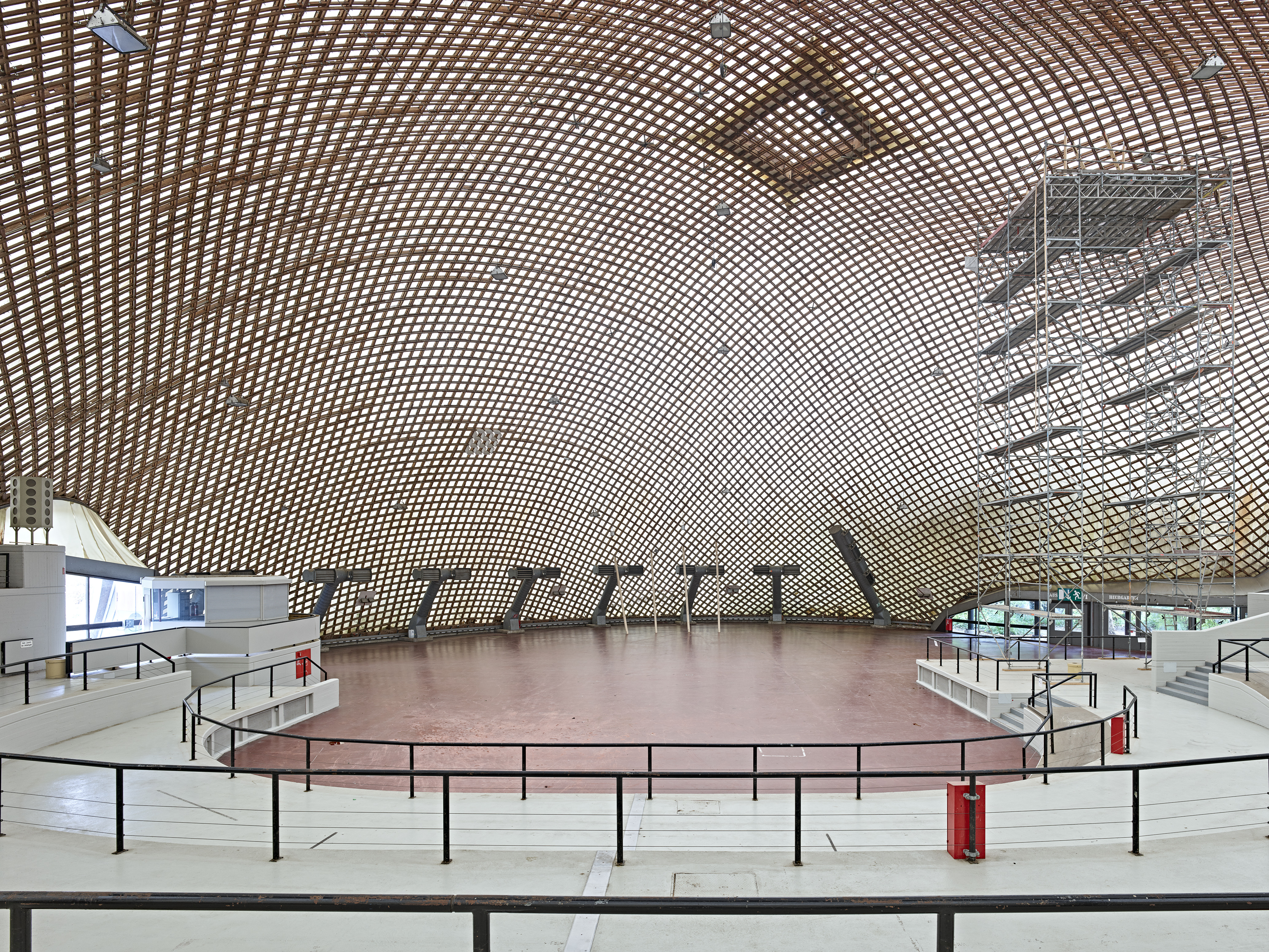
Multihalle, die zur Bundesgartenschau 1975 errichtet wurde

Neben den für eine Bundesgartenschau üblichen Gartenausstellungen und Blumenschauen wurden zahlreiche Attraktionen geschaffen. Zu den wichtigsten zählten die Neugestaltung des Kutzerweihers. Dessen Wasserfläche wurde auf 4 Hektar verdoppelt. Um das Wasser mit Sauerstoff anzureichern, wurde der Zufluss als Gebirgsbach gestaltet. In der Mitte des „Weihers“ wurde eine Insel als Schutzgebiet für Wasservögel angelegt. Im See wurde eine Gondoletta-Anlage installiert, in der Boote auf einem Rundkurs mit einem unter der Wasseroberfläche geführten Seil über einen vorgegebenen Kurs gezogen werden. Während der Bundesgartenschau nutzten 950.000 Besucher die Anlage.
Das Pflanzenschauhaus wurde vergrößert und eine Seebühne mit 1000 Plätzen im Luisenpark eingerichtet. Im Herzogenriedpark wurde die Multihalle erbaut und ein Streichelzoo eröffnet. Der Park erhielt einen See mit einer Wasserfläche von einem Hektar. Darüber hinaus gab es dort eine von Heinz Haber konzipierte Weltraumausstellung.

## Städtebauliche Begleitprojekte
Im Hinblick auf die Bundesgartenschau wurde auch in der Stadt selbst einiges unternommen. Zum wichtigsten zählten der Bau der Herzogenried-Siedlung unter dem Motto „Wohnen im Grünen“, der Fernmeldeturm, die Erweiterung des Veranstaltungszentrums Rosengarten, das Collini-Center, die Neugestaltung des Umfeldes des Mannheimer Hauptbahnhofs und die Einrichtung der Fußgängerzone „Planken“.

## Nachwirkungen
Ursprünglich sollten die Parks nach der Bundesgartenschau den Besuchern unentgeltlich zur Verfügung stehen. Die Bevölkerung setzte sich aber für den Erhalt der Umzäunungen und dafür ein, dass auch künftig Eintritt zu zahlen war, was auch so umgesetzt wurde. Seitdem haben Herzogenried- und Luisenpark jährlich rund zwei Millionen Besucher.
Der Publikumsbetrieb des Aerobusses wurde nach der Bundesgartenschau eingestellt und die Strecke weitgehend abgebaut. Nur ein 600 Meter langes, einbahniges Teilstück beim Herzogenriedpark blieb zunächst erhalten und diente als Versuchsstrecke. Auch dieses wurde 1987 abgerissen.
Im Hinblick auf das 400-jährige Stadtjubiläum 2007 gab es Überlegungen, erneut in Mannheim eine Bundesgartenschau auszurichten. Aus finanziellen Gründen wurde davon aber Abstand genommen. Anfang 2013 wurde eine Bewerbung für die Bundesgartenschau 2023 in Angriff genommen, die erfolgreich war.

## Wissenswert
Mit 8,1 Millionen Besuchern war die Bundesgartenschau die bis dahin am stärksten besuchte. 186.000 Dauerkarten wurden verkauft, 22.500 Reisebusse sowie 126 Sonderzüge der Deutschen Bundesbahn fuhren zur Gartenschau.
Neben dem offiziellen Logo, einem abstrakten grünen Baum, steuerte Loriot eines seiner typischen Knollennasen-Männchen bei. Dieser „Jäger aus Kurpfalz“ zeigt sich im Kostüm des 18. Jahrhunderts, weist mit ausgestrecktem Arm die Richtung (und konnte so als Wegweiser eingesetzt werden). Dabei reitet er auf seinem Gewehr, aus dessen Lauf eine Blume ragt. Daneben wurde der Jäger aus Kurpfalz durch Fred Reibold verkörpert und machte im näheren Umkreis Werbung für die Bundesgartenschau.